# کتی فریمن
کتی فریمن (انگلیسی: Cathy Freeman؛ زادهٔ ۱۶ فوریهٔ ۱۹۷۳) یک دونده اهل استرالیا است. از افتخارات وی می‌توان به کسب مدال طلا دو ۴۰۰ متر در بازی‌های المپیک تابستانی ۲۰۰۰ و مدال نقره دو ۴۰۰ متر در بازی‌های المپیک تابستانی ۱۹۹۶ اشاره کرد.